# Leandro Teixeira Dantas
Leandro Teixeira Dantas (17 de agosto de 1987) es un futbolista brasileño que se desempeña como centrocampista.
En 2003, Leandro se unió al America de la Campeonato Brasileño de Serie A. Después de eso, jugó en el Vegalta Sendai, FC Perada Fukushima, Duque de Caxias, Fluminense, Boavista, Macaé y Oeste.

## Trayectoria

### Clubes
| Club                | País   | Año         |
| ------------------- | ------ | ----------- |
| America             | Brasil | 2003 - 2007 |
| Vegalta Sendai      | Japón  | 2007        |
| FC Perada Fukushima | Japón  | 2007        |
| Duque de Caxias     | Brasil | 2009 - 2010 |
| Fluminense          | Brasil | 2010 - 2011 |
| Duque de Caxias     | Brasil | 2010        |
| Duque de Caxias     | Brasil | 2011        |
| Boavista            | Brasil | 2012        |
| Macaé               | Brasil | 2013        |
| Oeste               | Brasil | 2013        |